# Abuso de sustancias

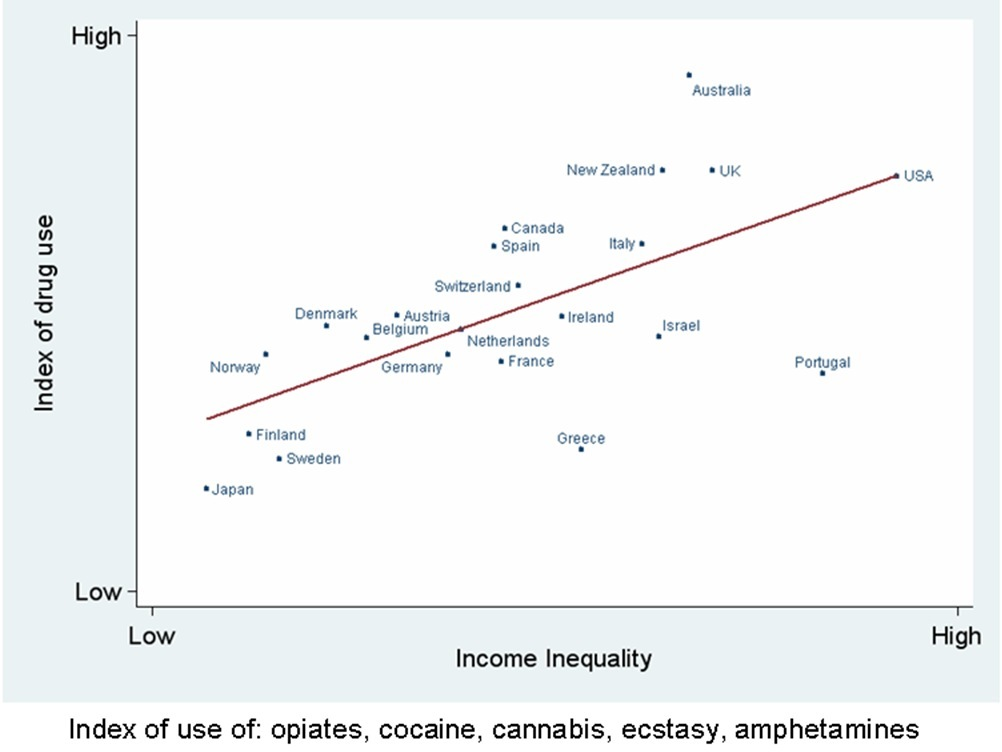

El abuso de sustancias también llamado abuso de drogas, es el uso de drogas en cantidades o métodos que son perjudiciales para la misma persona u otras. Es una forma de enfermedad relacionada con la sustancia. Se utilizan diferentes definiciones de uso indebido de drogas en contextos de salud pública, medicina y justicia penal. En algunos casos, el comportamiento delictivo o antisocial ocurre cuando la persona está bajo la influencia de una droga, y también pueden ocurrir cambios de personalidad a largo plazo en las personas.
Además de los posibles daños físicos, sociales y psicológicos, el uso de algunas drogas también puede dar lugar a sanciones penales, aunque estas varían ampliamente según la jurisdicción local.
Las drogas asociadas con mayor frecuencia con este término incluyen: alcohol, anfetaminas, barbitúricos, benzodiazepinas, cannabis, cocaína, alucinógenos, metacualona y opioides. La causa exacta del abuso de sustancias no está clara, y las dos teorías predominantes son: una disposición genética que se aprende de otros, o un hábito que, si se desarrolla la adicción, se manifiesta como una enfermedad crónica debilitante.
En 2010, alrededor del 5% de las personas (230 millones) consumieron una sustancia ilícita. De estos 27 millones tienen un consumo de drogas de alto riesgo, también conocido como consumo recurrente de drogas, que les causa daños a su salud, problemas psicológicos o problemas sociales que los ponen en riesgo de esos peligros. En 2015, los trastornos por consumo de sustancias provocaron 307.400 muertes, frente a 165.000 muertes en 1990. De estos, los números más altos corresponden a trastornos por consumo de alcohol en 137,500, trastornos por uso de opioides en 122,100 muertes, trastornos por uso de anfetaminas en 12,200 muertes y trastornos por uso de cocaína en 11,100.

## Clasificación

### Definiciones de salud pública

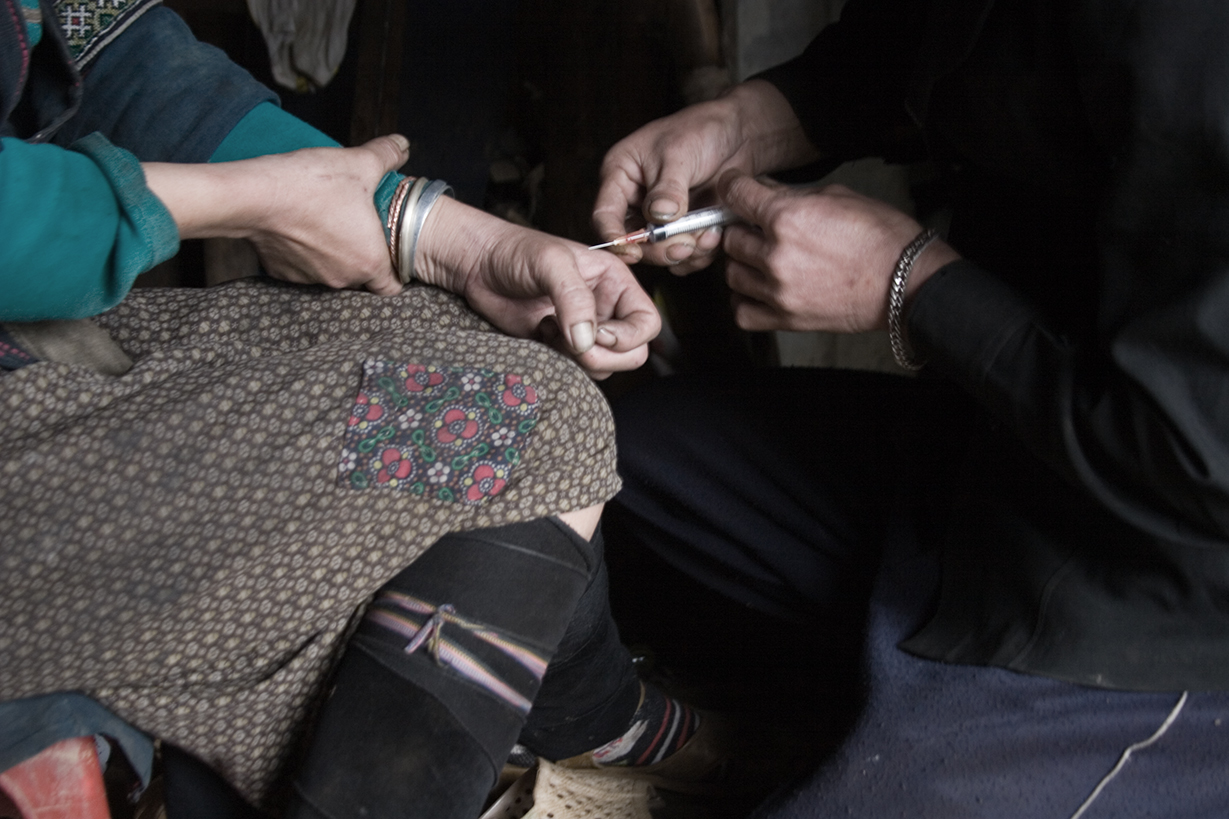
Un consumidor de drogas recibiendo una inyección del opiáceo heroína.

Los profesionales de la salud pública han intentado considerar el consumo de sustancias desde una perspectiva más amplia que la individual, haciendo hincapié en el papel de la sociedad, la cultura y la disponibilidad. Algunos profesionales de la salud optan por evitar los términos "abuso" de alcohol o drogas en favor de un lenguaje considerado más objetivo, como "problemas de tipo de sustancias y alcohol" o "uso nocivo/problemático" de drogas. El Health Officers Council of British Columbia -en su documento de debate político de 2005, A Public Health Approach to Drug Control in Canada- ha adoptado un modelo de salud pública del consumo de sustancias psicoactivas que cuestiona la construcción simplista en blanco y negro de los antónimos binarios (o complementarios) "uso" frente a "abuso". Este modelo reconoce explícitamente un espectro de consumo, que va desde el uso beneficioso hasta la dependencia crónica.

## Detección y evaluación
El proceso de cribado y evaluación de la conducta de consumo de sustancias es importante para el diagnóstico y el tratamiento de los trastornos por consumo de sustancias. El cribado es el proceso de identificar a las personas que padecen o pueden padecer un trastorno por consumo de sustancias y suele ser breve.  La evaluación se utiliza para aclarar la naturaleza de la conducta de consumo de sustancias y ayudar a determinar el tratamiento adecuado. La evaluación suele requerir conocimientos especializados y su administración es más larga que la del cribado.
Dado que la adicción se manifiesta en cambios estructurales del cerebro, es posible que la resonancia magnética no invasiva pueda ayudar a diagnosticar la adicción en el futuro.

## Tratamiento

### Psicológico
De la literatura sobre análisis conductual aplicado, psicología conductual, y de ensayos clínicos aleatorizados, han surgido varias intervenciones basadas en la evidencia: terapia marital conductual, entrevista motivacional, enfoque de refuerzo comunitario, terapia de exposición, gestión de contingencias Ayudan a suprimir los antojos y la ansiedad mental, mejoran la concentración en el tratamiento y el aprendizaje de nuevas habilidades conductuales, alivian los síntomas de abstinencia y reducen las posibilidades de recaída.
En niños y adolescentes, terapia cognitivo-conductual (TCC) y terapia familiar cuenta actualmente con la mayor evidencia de investigación para el tratamiento de problemas de abuso de sustancias. Los estudios bien establecidos también incluyen el tratamiento ecológico basado en la familia y la TCC grupal.Estos tratamientos pueden administrarse en distintos formatos, cada uno de los cuales cuenta con distintos niveles de apoyo en la investigación La investigación ha demostrado que lo que hace que la TCC grupal sea más eficaz es que promueve el desarrollo de habilidades sociales, habilidades de regulación emocional apropiadas para el desarrollo y otras habilidades interpersonales.  Algunos tratamientos integrados modelos de tratamiento, que combinan partes de varios tipos de tratamiento, también se han considerado bien establecidos o probablemente eficaces. Un estudio sobre el consumo materno de alcohol y otras drogas ha demostrado que los programas de tratamiento integrado han producido resultados significativos, dando lugar a resultados negativos más altos en las pruebas toxicológicas. Además, se ha descubierto que las intervenciones escolares breves son eficaces para reducir el consumo y el abuso de alcohol y cannabis entre los adolescentes.  La entrevista motivacional también puede ser eficaz en el tratamiento del trastorno por consumo de sustancias en adolescentes.
Alcohólicos Anónimos y Narcóticos Anónimos son organizaciones de autoayuda ampliamente conocidas en las que sus miembros se apoyan mutuamente para abstenerse de consumir sustancias. Las habilidades sociales están significativamente deterioradas en las personas con alcoholismo debido a los efectos neurotóxicos del alcohol en el cerebro, especialmente en el área de la corteza prefrontal del cerebro.  Se ha sugerido que el entrenamiento en habilidades sociales complementario al tratamiento hospitalario de la dependencia del alcohol es probablemente eficaz,   incluida la gestión del entorno social.

### Medicamentos
Se han aprobado varios medicamentos para el tratamiento del abuso de sustancias. Entre ellos se incluyen terapias de sustitución como la buprenorfina y la metadona, así como medicamentos antagonistas como el disulfiram y la naltrexona, tanto de acción corta como de acción prolongada. Otros medicamentos, a menudo utilizados originalmente en otros contextos, también han demostrado su eficacia, como el bupropión y el modafinilo. La metadona y la buprenorfina se utilizan a veces para tratar la adicción a los opiáceos. Estos fármacos se utilizan como sustitutos de otros opiáceos y siguen provocando síntomas de abstinencia, pero facilitan el proceso de disminución de forma controlada.